# 柳沟河 (北胶莱河)
柳沟河，位于中国山东省高密市，为北胶莱河左岸支流，发源于高密市柴沟镇泊庄村，北流至姜庄镇莳家庄（原属仁和镇）北为北胶新河所截，下段自北胶新河继续向北至大牟家镇祁家村北入北胶莱河。全长49.6公里，流域面积310平方公里。